# 수성의 식민지화

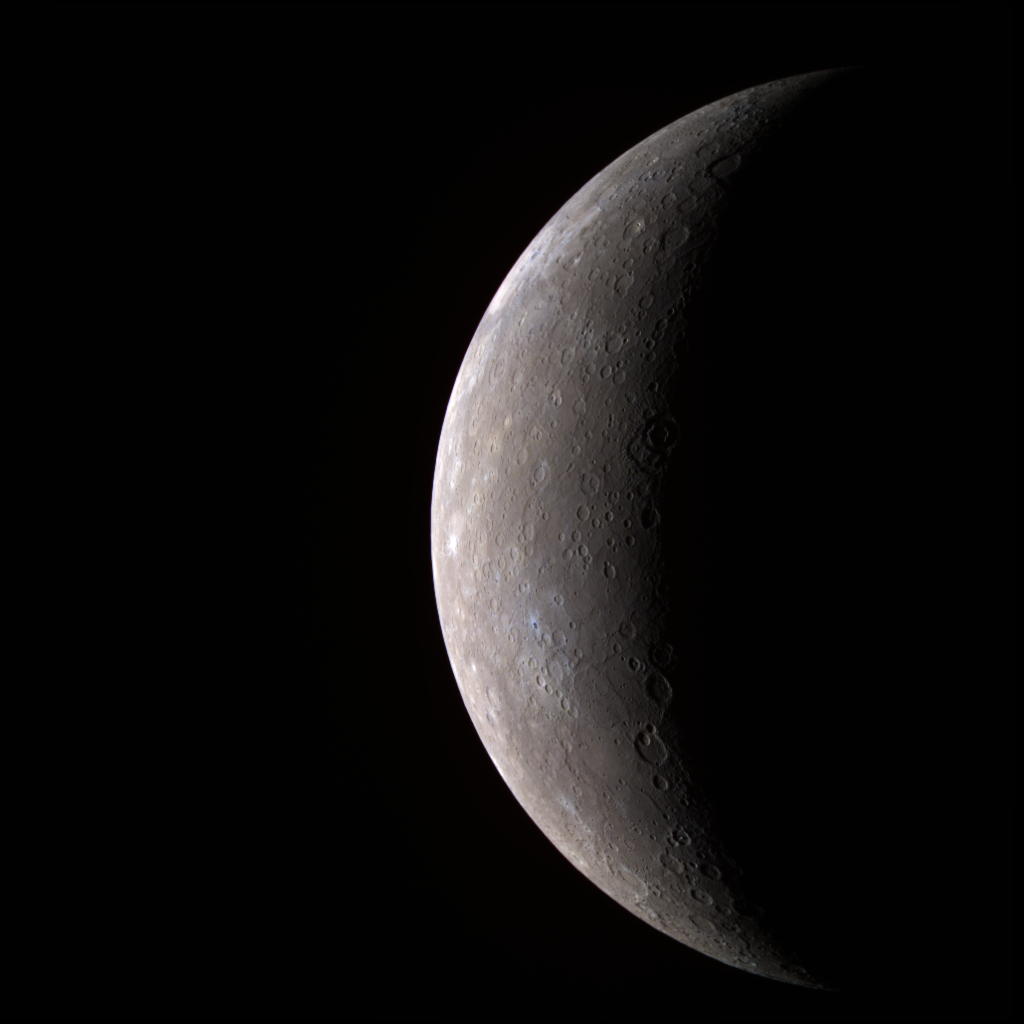
수성

수성은 지구인들이 식민지로 삼을 가능성이 있는 천체 중 하나이다. 하지만 행성의 전 부분을 식민지로 하기에는 극 부근의 심한 온도 차 때문에 무리가 있다.

## 이점

### 달과 유사성
달과 유사하게, 수성은 대기가 거의 없다. 태양과 가깝고 자전속도가 느리다. 이런 유사성 때문에 일반적인 기술로도 접근 할 수 있다. 브루스 머레이는 수성은 "달의 옷을 입은 작은 수성" 이라고 표현했다. 그러나, 달과 달리 수성은 우주선(cosmic ray)이나 태양 폭풍으로부터 자기장의 도움을 받을 수 있다.

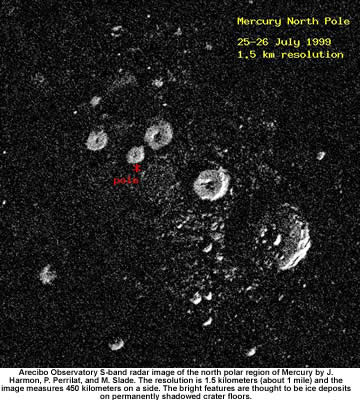
수성 북극점의 레이더 영상

### 극점 분화구의 얼음
태양으로부터의 거리 때문에, 수성의 표면 온도는 700 K까지 도달한다. 이는 납을 녹일 수 있는 온도이다. 그러나, 극점에서의 온도는 훨씬 낮고 분화구에는 얼음도 꺼내올 수 있다. 아직 수성의 극 지역은 매일매일의 온도 변화가 심하기 때문에 적도 지역보다 탐사가 덜 되었다.

### 태양 에너지
수성은 막대한 양의 태양 에너지를 사용할 수 있다. 그 이유는 태양과 가장 가까운 행성이기도 하지만 태양 상수도 지구나 달 보다 6.5배 크고, 달의 영원한 빛의 봉우리라고 불리는 지역도 있을 것이라 추측되기 때문이다. (설령 없더라도 인공적으로 만들수 있다.)
1986년, 펠레그리노와 파웰은 수성의 태양 에너지가 일련의 이동을 거쳐서 행성간 이동에 유용한 에너지로 변환된다고 주장했다.

### 희귀 자원
수성의 토양에는 다량의 헬륨-3이 존재한다는 추측이 있다. 그러나, 수성의 자기장이 헬륨-3이 표면에 도달하는 것을 막고 있다.
또한, 수성에는 지각에 철, 마그네슘, 규소같은 광물이 태양계의 천체의 표면에서보다도 많이 분포한다고 알려져 있다.
지질학자인 스티븐 질레트는 수성의 환경이 솔라 세일을 제작하기에 이상적인 환경이라고 주장했다. 이는 수성의 태양 상수가 크기 때문에 금성을 테라포밍할 때 필요한 재료를 얻기에 이상적인 장소이기 때문이다.

### 상대적으로 큰 중력
수성은 달에 비해 지름도 크고, 밀도도 높다. 때문에, 수성의 중력은 0.377 g 로, 달의 중력(0.1654 g)에 비해 2배나 더 강하다. 그렇기 때문에, 인체가 중력이 작은 곳에서 노출될 때의 관점에서 보았을 때는 달 보다 수성이 더 매력적으로 끌리는게 사실이다.

## 어려움

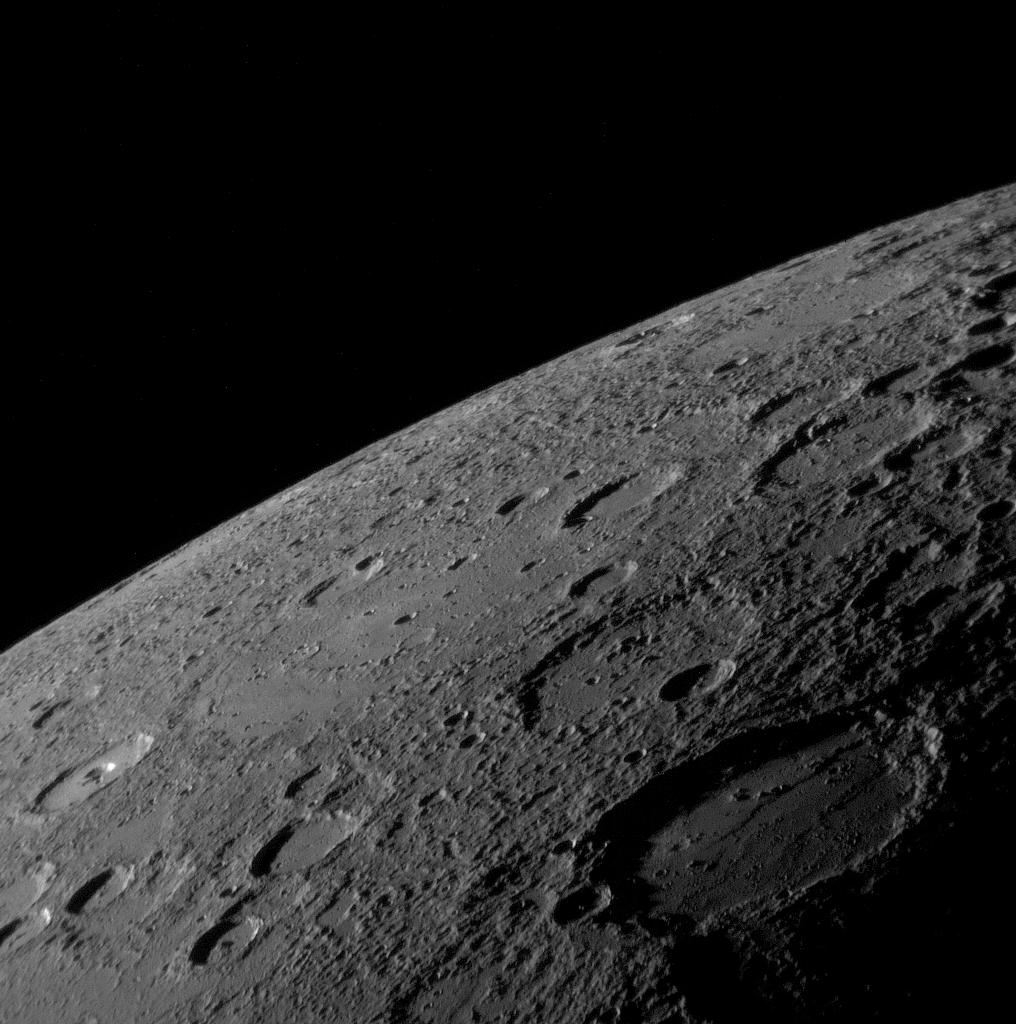
2008년, 메신저가 찍은 수성의 사진

### 대기의 부재
수성은 대기가 거의 없다(≲ 0.5 nPa). 이는 운석의 충돌로부터 인조물을 보호할 방편이 없다는 것이다.

### 태양과의 거리
태양과 가장 가까우며 태양일이 길기 때문에 인간이 정착해서 사는데에는 큰 어려움이 있다. 또한, 극점은 적도부근과는 온도가 (최저온도는 극점에서 80 K이고, 최고온도는 적도에서 700 K이다.) 판이하게 다르기 때문에 인류가 거주하기 힘들다.

### 경쟁력 있는 차선책
수성을 식민지화 하기 이전에, 달, 화성, 금성과 같이 더욱 식민지화 하기 쉬운 후보를 검토해볼 필요가 있다.

## 같이 보기
- 수성
- 수성 탐사
- 메신저